# Anthias cyprinoides
Az Anthias cyprinoides a sugarasúszójú halak (Actinopterygii) osztályának sügéralakúak (Perciformes) rendjébe, ezen belül a fűrészfogú sügérfélék (Serranidae) családjába tartozó faj.

## Előfordulása
Az Anthias cyprinoides elterjedési területe az Atlanti-óceán keleti részén van. Kizárólag az Egyenlítői-Guineához tartozó Annobón sziget nyugati, part menti vizeiben található meg.

## Megjelenése
Ez a halfaj legfeljebb 23,3 centiméter hosszú. E sziklasügér nyelvén, egy-két foltban apró fogcsomók ülnek.

## Életmódja
Az Anthias cyprinoides trópusi, mélytengeri halfaj, amely 260-261 méteres mélységben tartózkodik. A mélytengeri homokos részeket kedveli.